# Черету (Валча)
Черету (рум. Ceretu) насеље је у Румунији у округу Валча у општини Даничеј. Oпштина се налази на надморској висини од 430 m.

## Становништво
Према подацима из 2002. године у насељу је живело 490 становника, од којих су сви румунске националности.